# Geocapromys brownii
Geocapromys brownii är en däggdjursart som först beskrevs av Johann Baptist Fischer 1829.  Geocapromys brownii ingår i släktet kortsvansade bäverråttor och familjen bäverråttor. IUCN kategoriserar arten globalt som sårbar. Inga underarter finns listade i Catalogue of Life.
Arten når en kroppslängd (huvud och bål) av 33 till 44,5 cm och har en kort svans av 3,5 till 6,4 cm som är nästan helt gömd i pälsen. Vikten varierar mellan en och två kilogram. Gnagaren kännetecknas av ett robust huvud, kort hals och korta extremiteter. Den har tät och ganska grov päls med en rödbrun till svart färg. Den korta svansen är bara på ovansidan täckt av svarta hårtofsar och har annars fjäll. Dessutom har benen en svart färg. Typisk för arten är långa morrhår och korta öron.
Geocapromys brownii har bara en framtand på varje sida i över- och underkäken, ingen hörntand, bara en premolar och tre molarer.
Denna gnagare förekommer på Jamaica. Den lever där i kulliga områden eller i bergstrakter med många bergssprickor och naturliga tunnlar som används som gömställen. Individerna är aktiva på natten och äter olika växtdelar som rötter, frukter, bark, blad och unga växtskott. Hos arten förekommer familjegrupper med två till sex medlemmar.
Fortplantningssättet är bara känt från individer som hölls i fångenskap. De hade förmåga att para sig hela året. Dräktigheten varar cirka 123 dagar och sedan föds en eller två ungar, sällan trillingar. Ungdjur blir tidigast ett år efter födelsen könsmogna. Några honor hade tre kullar per år. Exemplar i fångenskap levde cirka åtta år.